# César Luis Menotti
César Luis Menotti (ur. 5 listopada 1938 w Rosario, zm. 5 maja 2024 w Buenos Aires) – argentyński piłkarz i trener piłkarski.

## Kariera piłkarska
Menotti dorastał w Rosario, gdzie rozpoczął swoją karierę w miejscowym klubie Rosario Central. Grał też w brazylijskim Santos FC razem z Pelém, a także w reprezentacji Argentyny. Po zakończeniu kariery piłkarskiej zaprzyjaźnił się z trenerem reprezentacji Miguelem Gitano Juárezem, z którym pojechał na mistrzostwa świata do Meksyku w 1970. Postanowił wtedy, że zostanie trenerem.

## Kariera trenerska
Pierwszym poważnym sukcesem było wygranie ligi argentyńskiej z Huracánem w 1973. Po nieudanych mistrzostwach świata w 1974 został mianowany trenerem reprezentacji Argentyny. Jego głównym zadaniem – które udało się zrealizować – było zdobycie mistrzostwa świata w następnym mundialu, którego gospodarzem był Argentyna. W kolejnych mistrzostwach w 1982 Argentyna odpadła w drugiej rundzie, co było równoznaczne z dymisją Menottiego. W tym samym roku został trenerem FC Barcelona, zastając w klubie swojego rodaka Diego Maradonę. Maradona został najpierw brutalnie sfaulowany w meczu ligowym, a później zachorował na żółtaczkę, a jedynym osiągnięciem klubu był Puchar Króla. Menotti odszedł z Barcelony w 1984.
Od tamtej pory Menotti trenował ze zmiennym szczęściem Boca Juniors, River Plate, Independiente, a także Sampdorię.